# Колос-Криворотова Лідія Олексіївна
Лі́дія Олексі́ївна Ко́лос-Криворо́това (нар. 11 березня 1952, Київ) — українська бандуристка. Солістка тріо бандуристок «Українка» Національної філармонії України. Народна артистка України (1999).

## Загальні відомості
Батьки з міста Носівка та села Рівчак-Степанівка.
З 1968 року виступає у складі Тріо бандуристок «Українка» Національної філармонії України разом з народними артистами України Любов'ю Криворотовою і Раїсою Горбатенко.
1980 — закінчила Київську консерваторію імені Петра Чайковського.

## Відзнаки
1980 їй було присвоєно звання заслуженої артистки УРСР. З 1999 року — народна артистка України.